# James Harvey (Politiker)

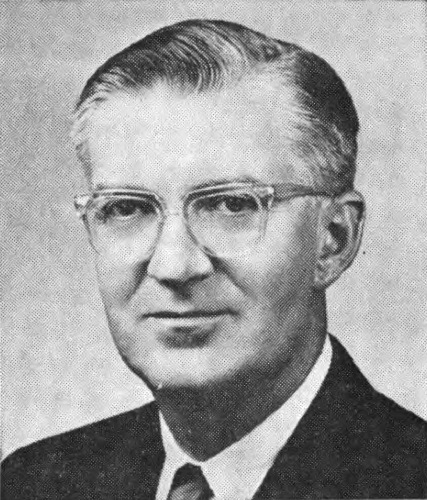
James Harvey (1973)

James Harvey (* 4. Juli 1922 in Iron Mountain, Michigan; † 20. Juli 2019 in Naples, Florida) war ein US-amerikanischer Politiker. Zwischen 1961 und 1974 vertrat er den Bundesstaat Michigan im US-Repräsentantenhaus.

## Werdegang
James Harvey schrieb sich im Jahr 1940 an der University of Michigan in Ann Arbor ein. 1942 unterbrach er sein Studium, um in den folgenden drei Jahren während des Zweiten Weltkrieges im Fliegerkorps der US Army zu dienen. Nach einem anschließenden Jurastudium an der University of Michigan und seiner im Jahr 1949 erfolgten Zulassung als Rechtsanwalt begann er in Saginaw in seinem neuen Beruf zu arbeiten. Zwischen 1949 und 1953 war er stellvertretender städtischer Anwalt. Außerdem war er Mitglied im dortigen Gemeinderat sowie von 1955 bis 1957 im Kreisrat des Saginaw County. Von 1957 bis 1959 amtierte er als Bürgermeister von Saginaw. Politisch wurde er Mitglied der Republikanischen Partei.
Bei den Kongresswahlen des Jahres 1960 wurde Harvey im achten Wahlbezirk von Michigan in das US-Repräsentantenhaus in Washington, D.C. gewählt, wo er am 3. Januar 1961 die Nachfolge von Alvin Morell Bentley antrat. Nach sechs Wiederwahlen konnte er bis zu seinem Rücktritt am 31. Januar 1974 im Kongress verbleiben. Diese Zeit war von den Ereignissen des Vietnamkrieges und der Bürgerrechtsbewegung bestimmt.
James Harveys Rücktritt erfolgte, nachdem er von Präsident Richard Nixon zum Richter am United States District Court für den östlichen Bezirk des Staates Michigan ernannt worden war. Dieses Amt bekleidete er bis 1984. Von 1984 bis 2002 war er noch als Senior District Judge Bundesbezirksrichter. Seinen Lebensabend verbrachte er in Naples (Florida), wo er im Juli 2019, kurz nach seinem 97. Geburtstag starb.

## Einzelnachweis
1. ↑  James Harvey, mayor, congressman, judge, dies at 97

| Personendaten    | Personendaten               |
| ---------------- | --------------------------- |
| NAME             | Harvey, James               |
| KURZBESCHREIBUNG | US-amerikanischer Politiker |
| GEBURTSDATUM     | 4. Juli 1922                |
| GEBURTSORT       | Iron Mountain, Michigan     |
| STERBEDATUM      | 20. Juli 2019               |
| STERBEORT        | Naples, Florida             |